# Susono
Susono (jap. 裾野市, -shi) ist eine Stadt in der Präfektur Shizuoka in Japan.

## Geographie
Susono liegt südlich von Gotemba und nördlich von Numazu. Die Westgrenze bildet der Berg Ashitaka. An der Nordwestgrenze befinden sich Ausläufer des Fuji.
Der Asteroid (6419) Susono wurde nach dieser Stadt benannt.

## Verkehr
- Straße:
  - Tōmei-Autobahn, Richtung Tokio oder Nagoya
  - Nationalstraße 246,469
- Zug:
  - JR Gotemba-Linie, nach Numazu und Kozu (Odawara)

## Weblinks

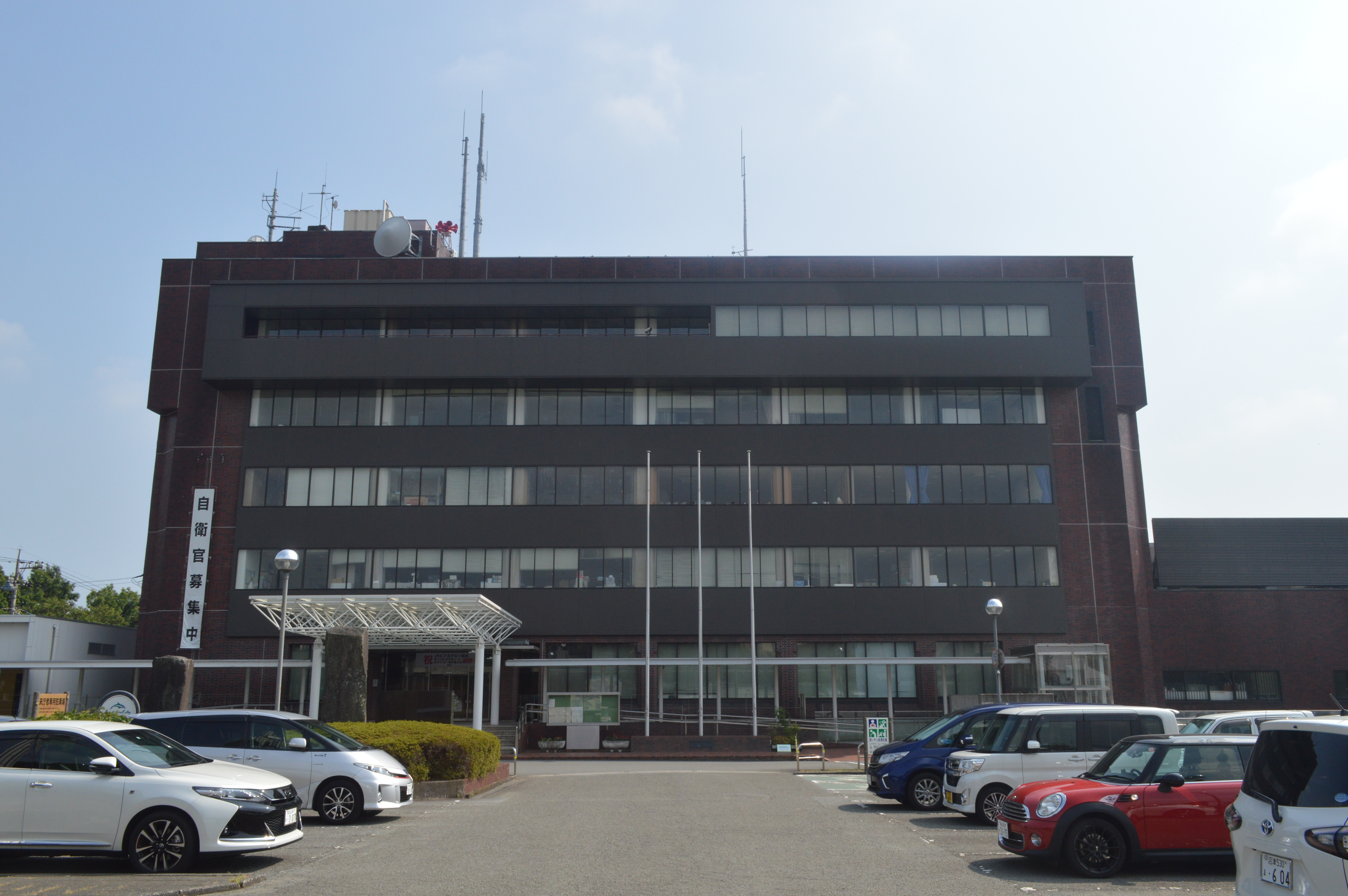
Rathaus

## Städtepartnerschaften
- Frankston City

## Angrenzende Städte und Gemeinden
- Präfektur Shizuoka
  - Gotemba
  - Mishima
  - Fuji
  - Nagaizumi
- Präfektur Kanagawa
  - Hakone